# 辰口信夫
辰口 信夫（たつぐち のぶお、1911年8月31日 - 1943年5月31日）は、日本の陸軍軍医。第二次世界大戦中のアラスカ州アリューシャン列島のアッツ島の戦いで33歳で戦死した。アッツ島での戦闘中に短い日記を残しており、この日記は日本軍視点からのアッツ島の戦闘状況を伝える歴史資料として名高い。
セブンスデー・アドベンチスト教会の敬虔な信徒であった辰口は、医学の教育を受けるためアメリカ合衆国に留学してその後医師免許を取得した。伝道のため日本に戻り、東京のアドベンチストサナトリウムで医者として働きながら更なる医学の教育を受けた。しかし、1941年に彼は軍に召集され、軍医として働くことなり医学の勉強を中断させられた。1942年の暮れから1943年初頭にかけて、辰口の所属する部隊は、日本軍が42年10月から占領しているアッツ島に配備された。そして、5月12日に、アッツ島を奪還しようとするアメリカ陸軍が上陸し日米両軍による戦闘が始まり、彼も戦闘に参加した。
戦闘期間中、辰口は日記を記していた。その日記の中で、戦闘中の出来事や野戦病院での負傷者に対する治療への奮闘の様子を記録していた。死亡の経緯には諸説あるが、彼は戦いの最終日に命を落としたものと考えられている。
辰口の日記は死後、アメリカ軍によって発見され、英語に翻訳された。翻訳のコピーはアメリカ軍の内部で広まり、戦争後に本国でも出版された。クリスチャンでありアメリカで教育を受け、悲劇的な最期を遂げた辰口の日記はアメリカで注目を集めた。辰口の日記の抄訳は西洋の戦記家に広く引用されており、特に最後の家族に対して別れを告げるメッセージは有名である。
なお、ポール(Paul)という英語名を名乗っていた。また、日本国外では誤ってネブ（Nebu）と呼ばれていることもある。

## 両親と誕生
辰口の父、主一は広島で生まれ育ったのち、1895年に「新しい世界を冒険する」ためにアメリカへと旅立った。彼は、カリフォルニア州でヘラルズバーグ大学（のちのパシフィックユニオン大学）に入学し、在学中にセブンスデー・アドベンチスト教会の洗礼を受けた。1907年にサンフランシスコのアドベンチスト系のヒルズバーグ大学で歯学の教育課程を終え、主一は医療を通じた伝道のために働く計画を持って、故郷の広島へと帰った。
広島では、主一は歯医者の経営を軌道に乗せ、広島でのアドベンチスト教会の設立に力を尽くした。アドベンチスト協会の日本の初期の医療宣教を支えた人物と評されている。また、広島で彼はシバタ貞子という女性と結婚した。彼女もまたアメリカ通であり、流暢に英語を話す才媛であった。夫妻は3人の息子と3人の娘をもうけたが、1911年8月31日に生まれた二男が、ポール（Paul）という英語名と信夫という日本語名を授けられた。なお3人の息子は全員、最終的にはアメリカで教育を受けている。

## 学歴と結婚

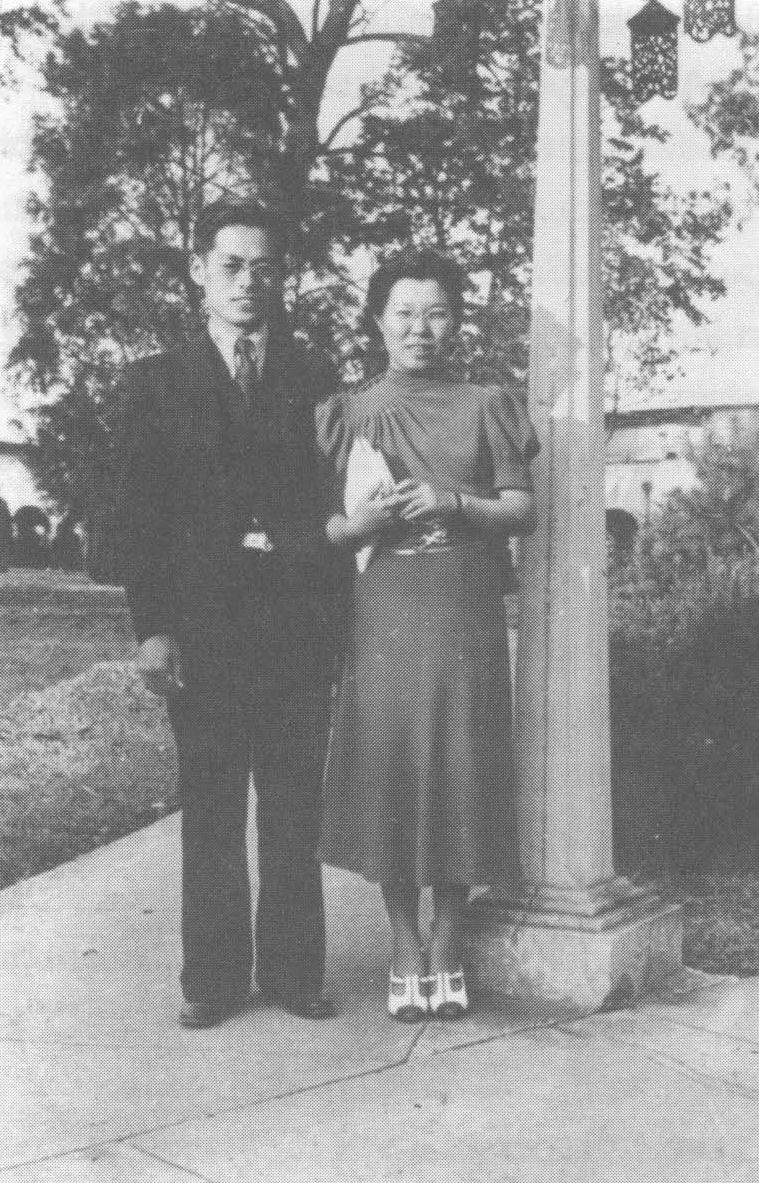
1938年信夫と耐子の結婚直後の写真

辰口・ポール・信夫は広島の中学校を1919年3月16日に卒業し、4年後の1923年3月2日にはトラヴィエ英語アカデミーを卒業した。彼はアメリカのカリフォルニア州に渡り、パシフィックユニオン大学に1929年に入学、1932年に卒業した。1932年に両親ともが不意に亡くなってしまい、彼は家族の雑事を片付けるために一旦帰国した。1933年に彼は再びカリフォルニアに戻ると、ロマリンダ大学の医療伝道者カレッジに入学、1937年6月に同大学を卒業した。卒業後はロサンゼルスの
ホワイト記念病院
で一年間インターンとして働いた。アメリカ留学中、辰口はクラスメイトから「タッツィー（Tatsy）」またはポールと呼ばれていた。クラスメイト達からは真面目な学生であり、社交的ではないものの親しみやすいとみなされていたという。ロマリンダ大学で辰口の1年後輩だった J. Mudry は、後に次のように語っている。「彼のことはよく知っていました。辰口のことは - 私たちはポールと呼んでいましたが - まったくアメリカ人だといつも思っていました。」
1938年9月、辰口はDoctor of Medicineの学位とカリフォルニア州の医師免許を取得した。1939年、彼は東京のアドベンチスト教会の東京衛生病院（現：東京衛生アドベンチスト病院）で働き口を得た。その病院は、彼の父も設立に関わったところだった。東京で結核患者の治療に当たる予定だったが、彼は大学院でのさらなる研究のために数ヶ月間カリフォルニアで過ごしている。同じ1938年には、辰口は幼馴染であるミヤケタエコ（耐子）と結婚した。耐子の両親はアドベンチスト教会の宣教師としてハワイのホノルルに住んでおり、耐子は留学のためにカリフォルニア州に住んでいた。夫婦は1939年にアメリカを去り日本へ帰ってきた
。

## 初期の軍歴
東京に帰ってきた辰口は、日米関係の緊張が高まっていることに気づいていた。日本に対する忠誠心は強かったが、夫妻はアメリカに対する愛着もあり、いつか再びアメリカで暮らしたいと望んでいたという。辰口はサナトリウムでの医師としての仕事に集中し、同時に妻と一緒にアドベンチスト教会の活動にも熱心に参加していた。1940年には初めての子供、ジョイ・ミサコが誕生した。
翌年の始め、辰口は大日本帝国陸軍に徴兵され、病院を去り東京の近衛歩兵第1連隊 に配属させられた。階級は二等兵だった。部隊が東京に駐留していたので、辰口は任務の許す限り折にふれて妻と娘に会うことができた。ミサコは「父については、たった一つだけ思い出があります。一緒にかくれんぼをしている思い出です。」とのちに語った。
1941年9月、辰口は陸軍軍医学校に入学した。彼は10月には卒業し曹長へ昇進、元の部隊に1942年1月に復帰した。その直前の前年の12月、日本はアメリカ海軍に対して真珠湾攻撃を行い、アメリカ合衆国と連合国に対して宣戦を布告した。本来なら軍医の任務に就く者には士官（将校）の階級が与えられるのだが、アメリカでの留学経験を警戒してか、辰口には士官の地位が与えられず、下士官としての階級のまま軍医として働いた。
その後の数か月、辰口は南太平洋のオランダ領東インドの支援部隊に配備される。この軍務中に、辰口は日記をしたためており、彼が実際に観察した軍隊の活動についてや、彼がまきこまれた出来事についての感想や思考も記されていた。1942年の9月、彼はニューブリテン島のラバウルの戦闘地帯に再配置されたと考えられている。このとき彼は日記に「とても嬉しく思う。最善を尽くす決心をした。」「最後の一兵となるまで敵を攻撃する決心をした。」と書いていた。
辰口が新しい任務に出発した数週間後、陸軍から耐子のもとに辰口の頭髪が届けられた。遺体も帰らないほどの激戦地へ赴くことが予想されたからだった。

## アッツ島

### 到着

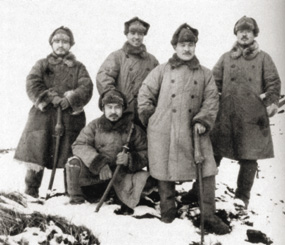
アッツ島の日本兵たち

日本軍が初めてアリューシャン列島のアッツ島とキスカ島を占領したのは、1942年6月8日のことである。アッツ島は1942年9月に一旦は放棄されるものの、その後再び部隊を駐留させている。北海支隊の1個連隊、海軍陸戦隊の一隊、支援部隊が1942年10月ごろからアッツ島の防衛のために到着し始めた。山崎保代大佐率いるアッツ島守備隊の兵力は、最終的には2,500人から2,900人にまで達したという。機密保持のために、家族への手紙で一切の日付を書くことが禁じられていたので、辰口がいつアッツ島に到着したかははっきりとはわかっていない。しかし、おそらく1942年の11月から1943年の1月の間だったと考えられている。彼はそこで北海防衛病院での勤務についた。
アメリカ海軍の海上封鎖のために、アッツ島と日本本土の手紙のやり取りはまれにしか行われず、しかも遅れがちだった。しかし辰口は耐子からいくつかの荷物を受け取った。その中にはクッキーやあかぎれの軟膏が含まれていたという。彼の部隊の場所や任務について書くことは禁止されていたので、辰口は天気のこと、雪景色の美しさ、魚釣りなどについて耐子に書き送った。最終的には4通の手紙と何枚かのポストカードが耐子のもとに届いたという。また、2月には二女のローラ・ムツコ（睦子）が生まれ、そのニュースは辰口のもとにも届けられた。彼は、手紙のなかで娘たちにクラシック音楽を聞かせるように記していた。この時期に彼が日記を記していたかどうかは不明である。現在知られている彼の日記は、5月、アメリカ軍がアッツ島の奪還のために上陸作戦を開始した以降のもののみが残されている。

### アッツ島の戦い
1943年5月12日、アメリカ陸軍第7歩兵師団がアッツ島を日本軍より奪還するために上陸を開始した。日本軍守備隊の司令官だった山崎保代は、兵員数で1対5の劣勢にあった配下の部隊を山中に配置し、米軍の内陸への前進を一時的に遅らせた。日記の5月12日の記録では、米兵上陸後に日本兵が山の中へ移動したことが、「母艦機飛翔、我軍応射、霧低きも山頂は明瞭、山頂に退避す。空襲は十時ごろ頻繁。地上炸裂音を聴く、それは艦砲射撃なり。(中略) 一日中多忙。空襲、艦砲射撃、米軍の上陸」と記されていた。

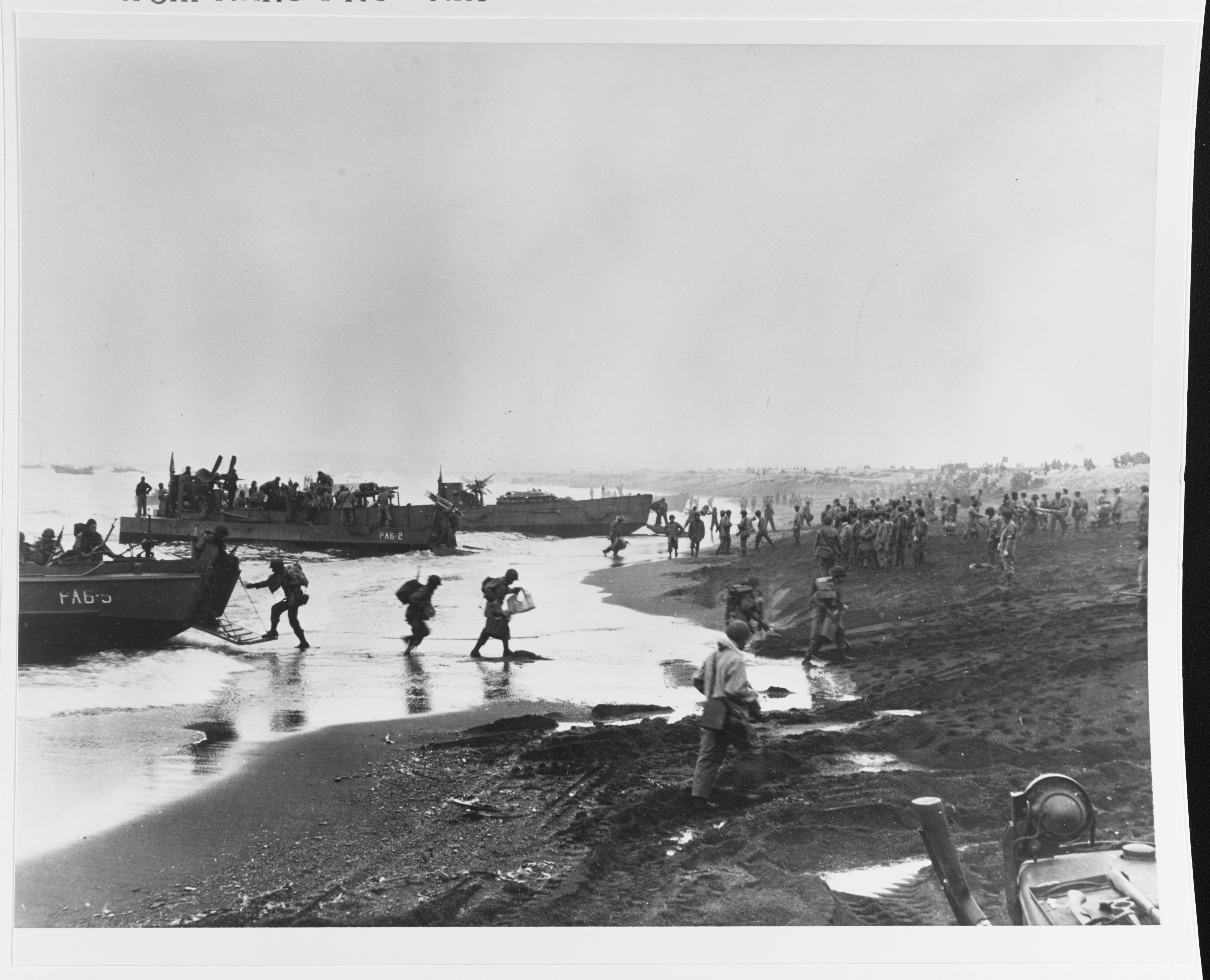
5月12日にアッツ島へ上陸するアメリカ軍補給部隊

5月14日、アメリカの大砲が、日本軍陣地をマークするためにリン煙幕弾を発射した。多くの日本兵とアメリカ兵は、その煙が化学兵器弾によるものだと思ったという。辰口は「夕方米軍はガスを使用せるも強風の為被害なし。」と記述していた。
彼の日記の記録によると、アメリカの艦砲射撃と空爆から逃れるために野戦病院を洞窟の中へ移さなければならなかったという。また、その後も病院と患者を数度退避させたことが5月17日の日記に記されている。

### 最後の攻撃と死
5月29日にはまだ1000人程度の日本兵が残っていたと辰口は記述しているが、アメリカ軍の侵攻によって狭い谷間に押し込められていた。山崎大佐は島外からの支援は期待できないことをはっきりと認識しており、最期のバンザイ突撃を決意した。30日には、山崎はアメリカ軍の陣地への奇襲を計画する。山崎は前線を突破し、アメリカ軍の砲台を占拠できないものかと考えていたらしい。そうすれば、残りのアメリカ軍および軍艦に対して砲撃を加えることができると考えたからである。辰口日記の最後の記述は、山崎の命令と病院の負傷者の処置、および家族への別れが記されていた。
| 「 | 夜二〇時本部前に集合あり。野戦病院隊も参加す。最後の突撃を行ふこととなり、入院患者全員は自決せしめらる。僅かに三十三年の命にして、私は将に死せんとす。但し何等の遺憾なし。天皇陛下万歳。 聖旨を承りて、精神の平常なるは我が喜びとすることなり。十八時総ての患者に手榴弾一個宛渡して、注意を与へる。私の愛し、そしてまた最後まで私を愛して呉れた妻耐子よ、さようなら。どうかまた会ふ日まで幸福に暮して下さい。ミサコ様、やっと四才になったばかりだが、すくすくと育って呉れ。ムツコ様、貴女は今年二月生れたばかりで父の顔も知らないで気の毒です。 ○○様、お大事に。○○ちゃん、○○ちゃん、○○ちゃん、○○ちゃん、さようなら。 敵砲台占領の為、最後の攻撃に参加する兵力は一千名強なり。敵は明日我総攻撃を予期しあるものの如し。」 | 」 |

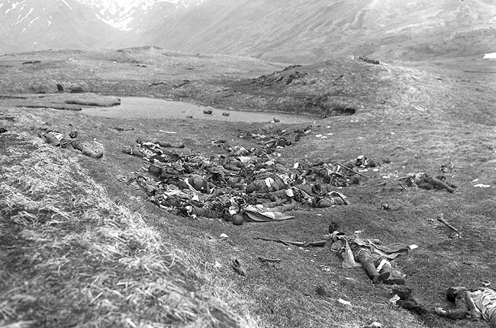
5月30日のバンザイ突撃で死亡した日本兵たち

山崎は5月30日の早朝に攻撃を開始した。攻撃は前線の突破には成功したものの、米軍の予備部隊はただちに体勢を立て直し反撃を開始した。この結果、山崎大佐と多数の突撃に参加した日本兵は大多数が死亡した。生き残りの日本兵はほぼ全員自決し、30名弱のみが捕虜となった。
辰口の死の状況には2つの説がある。1つは、彼が最後の突撃に参加しなかったという説である。5月30日の遅く、バンザイ突撃後の残存日本兵の掃討に当たっていたアメリカ人兵士のチャールズ・W・レードとジョン・ハーンの2人が、辰口の野戦病院が置かれている洞窟へ接近したところ、辰口が洞窟の中から現れ、2人に向かって聖書を振りながら英語で「撃つな! 私はクリスチャンだ!」と叫んだという。レードは辰口の言葉を聞き射撃を止めたが、ハーンは辰口を射殺した。ハーンは後に風と戦闘の騒音のために辰口の言うことが聞きとれなかったと述べ、また聖書が武器のように見えたという。
もう1つの説はチャールズ・レードが1984年に耐子とローラに語ったものである。レードは元アメリカ軍軍曹で、30日朝にバンザイ突撃が行なわれアメリカ軍の前線が突破されたときにはテントの中で寝ていたという。彼はテントの中に駆け込んできた男を射殺したが、その男はアメリカ人だった。その後彼は8人の日本兵が霧の中を接近してくるのを見たので、それらの日本兵も全て射殺したという。そのなかの一人が辰口だったとされている。レードは、遺品のなかから日記帳と住所録を見付けたのだが、住所録にアメリカ人の名前と住所が記されていることを見てショックを受けたという。
また、アッツ島の戦いには、辰口のロマリンダ大学でのクラスメイト2人が軍医として参加していた。

## 日記
辰口の死後、日本語で書かれた彼の日記、聖書と住所録は師団の参謀部へと送られた。日記を最初に英語に翻訳したのは、師団司令部で日系アメリカ人二世のウメタニ・サム・ヤスオである。
日記の文言はまたたくまに師団司令部に広まり、そしてアッツ島の他のアメリカ軍部隊にも広まった。アメリカで教育を受けた医師がアッツ島の日本軍に所属していたというニュースと、日記で描写された日本軍視点からの戦闘の記録は、アメリカ人の興味を引いた。ウメタニによる翻訳の非公式なコピーや、その後に行なわれた翻訳(それらは様々に異なっていたが)はアッツ島のアメリカ兵たちやアリューシャン列島の他の部隊にも知られるようになった。アリューシャン列島での輸送船で働いていた軍属によって、コピーは合衆国本土へと持ち帰られ、アメリカでも広く大衆の関心を得た。
アメリカ軍アラスカ防衛隊の司令官サイモン・B・バックナー・ジュニアは、日記の存在を知り、アメリカ軍がアッツ島の戦いで毒ガスを使用したという辰口の主張に懸念を抱き、バックナーは情報隠蔽のため日記とアメリカ兵から徴発された日記の翻訳を司令部に送るように命じた。日記の原本は司令部へと送られる途中で紛失したとされている。しかし1943年の9月になって、ADCの参謀部は日記のコピーの拡散を防ぐ試みは失敗に終わったと報告した。原本の行方は今なお分からず、現在日本に伝わっているものは英語からの再訳である。
数社のアメリカの新聞社は日記の翻訳の一部を公表した。記事の多くは彼が敬虔なクリスチャンでありながら、負傷した戦友の殺害にかかわっていたことを非難した。たとえばシカゴ・トリビューン社の1943年9月9日の記事の見出しでは「アッツでジャップが味方負傷兵を殺害。日記が明らかに("Japs Slew Own Patients on Attu, Diary Discloses")」とある。対照的に、ロマリンダ校卒業生新聞は、戦況が彼のコントロールを超えており、彼の行為は宗教的・医療的な主義と相反するものではない、と辰口を擁護した。
アッツ島の戦いについて記述している多くの西洋の歴史家は辰口に言及していたり、彼の日記から引用している。特に最後の家族に別れを告げる記述はよく引用される。また、日本側の公式戦記である『戦史叢書』にも、辰口日記は引用されている。

## 遺族

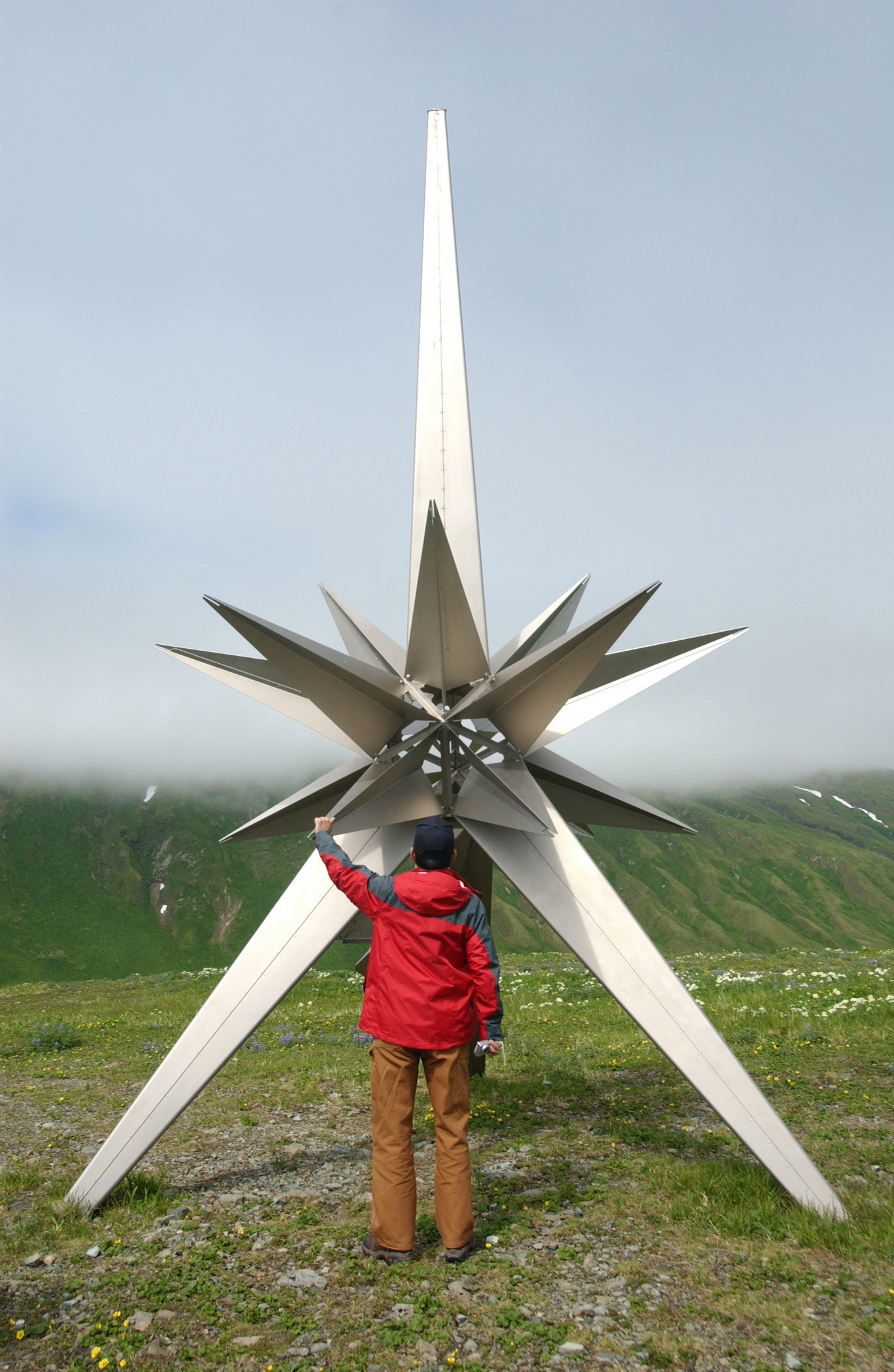
日本政府によって建設されたアッツ島の平和記念碑

耐子が夫の死を知らされたのは、1943年の8月であった。耐子と2人の娘はその後の戦争中、わずかな額の遺族年金と親類からの援助に頼って生き延びた。耐子は、夫がまだどこかで生きておりひょっとしたら戻ってくるのではないかと信じていた。終戦直後、辰口の以前の指導教官であり耐子の知人でもあるB. P. ホフマンが、大阪市に住んでいた耐子の元を訪れた。ホフマンは、アッツ島で見つかった辰口の住所録に彼の名前が載っていたため戦時中にFBIの取り調べを受けていた。そのときに捜査員から知らされた辰口の死の状況を、ホフマンは耐子に語ったという。耐子は夫の死を受け入れた。
太平洋戦争の終戦後、耐子は連合国占領軍で秘書と教師として働いた。1954年に、彼女は2人の娘を連れて日本を離れ、耐子の両親が住むハワイに移住した。3人はのちにアメリカ合衆国へ帰化し、ジョイとローラはパシフィックユニオン大学に入学、のちに看護師となった。姉のジョイは日本人男性と結婚し日本へ帰国、妹のローラはアメリカ人男性と結婚し、ロサンゼルスへと渡った。耐子はそのあとロサンゼルスでローラと同居した。2005年に耐子は共同通信社の取材で辰口について語ったところによると、「彼は信心深い伝道医師であり、神と国家に対してその身を捧げた紳士でした。」
1993年5月ローラはアッツ島を訪れ、アッツ島の戦いからの50周年記念行事に参加した。その中で行われたスピーチでローラは、「祖国日本に対する忠義のある軍務中に、父が愛したアメリカとの戦いで殺されてしまうとは何という皮肉でしょうか。…父と同じく、私も日本とアメリカをとても愛しています。」と語った。

### 辰口を殺したアメリカ兵と娘ローラとの再会
1943年5月29日。辰口は玉砕の命を受け、家族宛の最後のメッセージを書き記した後、小さな湖を望む露頭に進んだ。その下にはアメリカ軍が潜んでいた。その中にはディック・レアード（Dick Laird）軍曹がいた。レアードが小山を見上げると8人のアメリカ兵が日本兵の捕虜となっているのが見えた。そこでレアードは日本兵に向けて手榴弾二個を投げた。手榴弾は炸裂したが、数名の生き残りがいたので、レナードは他の兵士とともに全員を殺した。レナードは8人殺した。彼はその功績により勲章を授与された。
しかし、彼は彼が殺した内の一人の遺留品の中にカリフォルニアの住所や名前を記した住所録と日記帳を見つけた。レナードは、たった今殺した敵が家族を愛する一人の人間であったこと気づいた。その後、彼は一生1943年5月29日を忘れることはなかった。そして毎晩悪夢に苦しんだ。
その後、彼はカリフォルニアに移住していた辰口の末娘ローラを探し出した。1984年、ローラの元を訪ねたが、去り際に「あなたのお父さんを殺したのは私です。」と告げて車で走り去った。彼はローラの元に彼の連絡先を置いていったが、ローラは彼を許すことができず、それから10年連絡することはなかったが、ある日アッツ島のもう一人の退役軍人が彼女に渡したいものがあるという手紙がローラに届いた。それは、辰口が残した聖書だった。
聖書の最初のページには”Therefore, choose life."「よって、生を選べ。」と記してあった。その聖書は今、ロサンジェルスのアメリカ国立博物館に寄贈されている。さらに聖書には彼女を含む姉妹の写真もはさまっていた。
ローラは、レアードがなぜ、自分が父親を殺したのだと告白してきたのかを考え、自分だけがレアードを罪の意識の呪縛から開放してあげられるとの思いに至り、「あなたも父もお互いに自分の国と自分自身を守ろうとしていただけだった。あなたの責任でなない」という内容の手紙をレアードに宛てて書いた。レアードは手紙を受け取った時、涙を流した。そして、アッツ島を去って以来始めて、ようやく悪夢のない眠りについた。
その後ローラとレアードは再会し、交流はレアードが2005年に亡くなるまで続いた。